# Port lotniczy Utila
Port lotniczy Utila (hiszp. Aeropuerto de Utila; IATA: UII, ICAO: MHUT) – port lotniczy zlokalizowany na honduraskiej wyspie Utila.